# Ritratto di gentildonna
Il Ritratto di gentildonna è un dipinto a olio su tavola (52x36,6 cm) di un anonimo maestro franco-fiammingo, databile al 1410-1415 circa e conservato nella National Gallery of Art di Washington.

## Storia
L'opera è nota dal XIX secolo, quando si trovava nelle collezioni del barone di Stafford. Venduto a Londra nel 1885, passò per vari proprietari prima di essere acquistato da Andrew Mellon nel 1936, le cui collezioni furono nel nucleo originario della galleria statunitense, fin dalla sua apertura nel 1937.

## Descrizione e stile

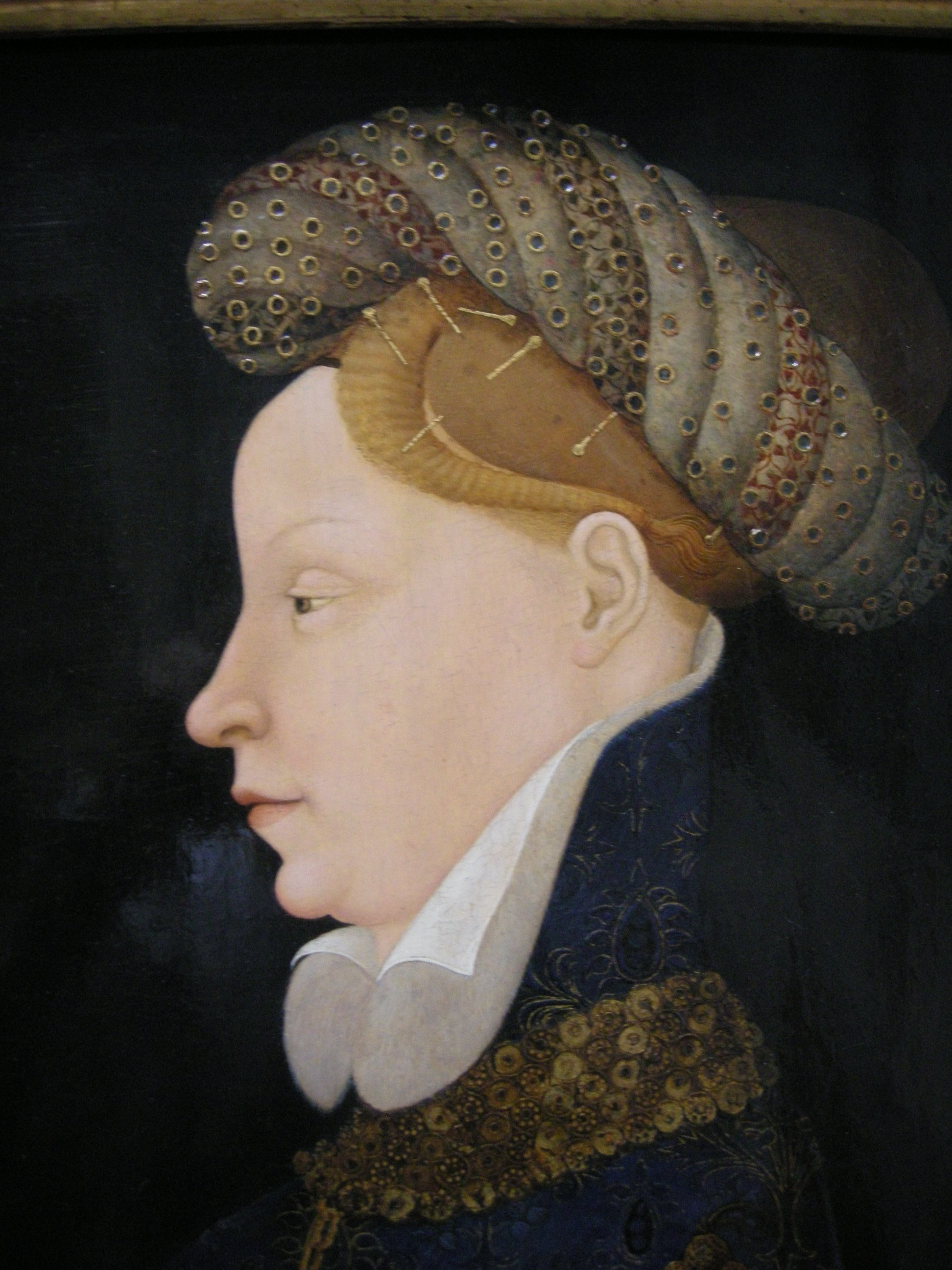
Dettaglio

Il raffinato ritratto di dama di profilo, girata a sinistra, ha subìto varie ipotesi attributive, che non sono ancora giunte a un nome plausibile. La sostanziale omogeneità stilistica della produzione pittorica in vari paesi interessati dal gusto gotico internazionale ha fatto sì che, come nel caso del Dittico Wilton, siano state avanzate le ipotesi più disparate, dalla Boemia all'Italia (in particolare Pisanello), fino all'ipotesi oggi più accreditata, che parla di un artista della Francia del nord o delle Fiandre, anche per l'uso della tecnica a olio.
Il volto della donna è luminoso e pungente, raffigurato in un perfetto profilo di eco umanistica, con una curatissima descrizione degli elementi decorativi che individuano l'appartenenza a un'alta classe sociale dell'effigiata: l'elaborata acconciatura con spilli infilati tra i capelli, la fronte rasata alta, il magnifico turbante con applicazioni dorate, l'altissimo colletto con fodera di pelliccia da cui pendono gli eleganti risvolti della camicia bianca, il collare dorato, la veste in prezioso tessuto blu damascato, la vita alta e strettissima, le corde di pampini-gioiello che pendono dalle maniche. Il busto è leggermente ruotato di lato in modo da mostrare al meglio la ricchezza delle decorazioni, con uno scorcio che appare un po' forzato e non proporzionato in maniera coerente.
Lo sfarzo dell'oro è messo in risalto dal blu e dello sfondo scuro, che accentua anche il chiarore del viso, in modo che sia il primo dettaglio a venire colto dallo spettatore.